# International Standard Name Identifier

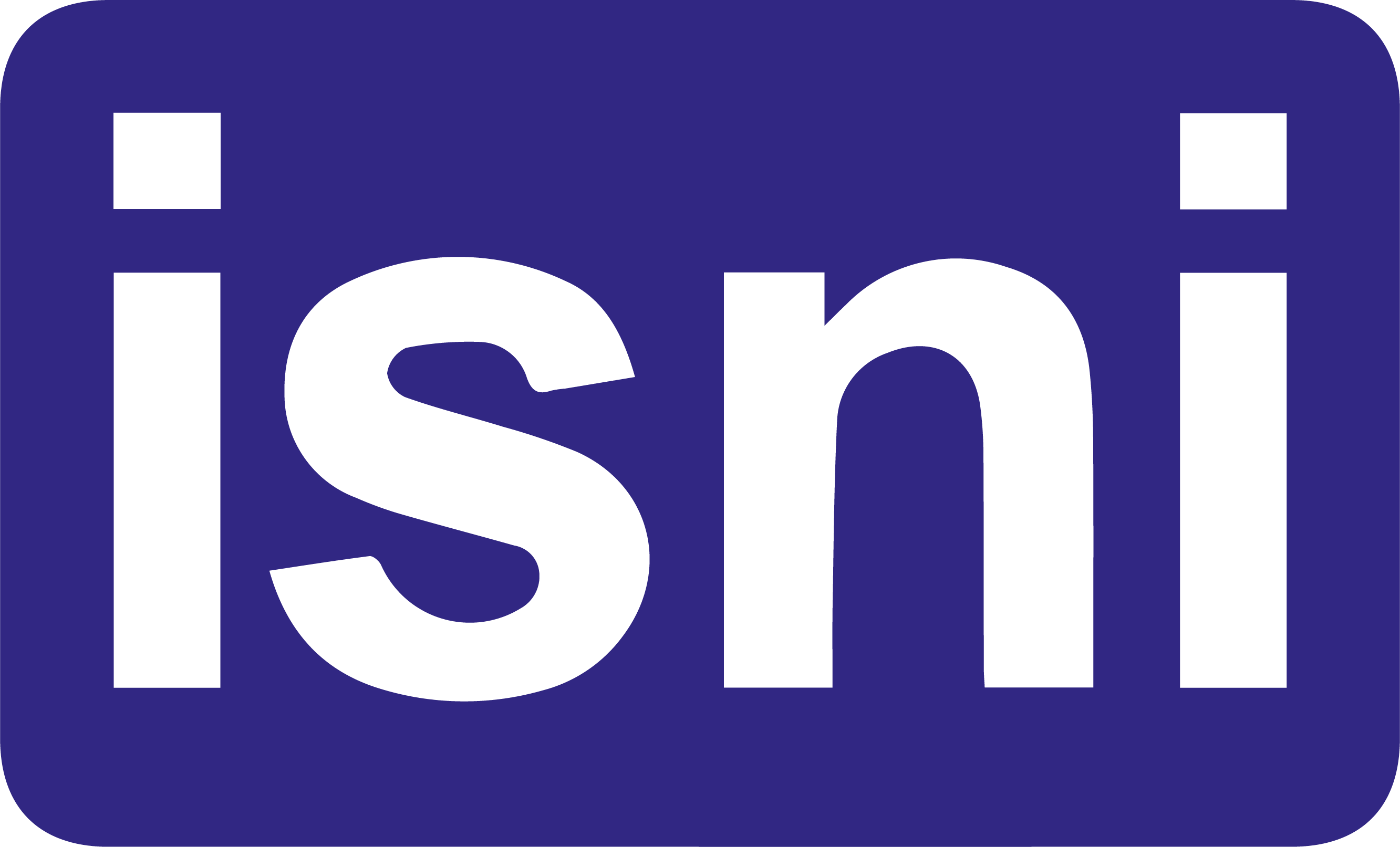
Logo del Identificador Estándar Internacional de Nombres (International Standard Name Identifier)

El Identificador Estándar Internacional de Nombres (ISNI, siglas de su nombre en inglés: International Standard Name Identifier) es un sistema para identificar de forma inequívoca las identidades públicas de quienes contribuyen a contenidos en medios como libros, programas de televisión y artículos de periódicos. Este identificador está formado por 16 dígitos. Puede, opcionalmente, presentarse dividido en cuatro bloques.
Se desarrolló con los auspicios de la ISO como Borrador de Norma Internacional 27729; la norma válida se publicó el 15 de marzo de 2012. El comité técnico 46, subcomité 9 (CT 46/SC 9) es responsable del desarrollo de la norma.
El ISNI se puede utilizar para eliminar ambigüedades en nombres que de otro modo podrían confundirse y vincula los datos sobre nombres que se recopilan y utilizan en todos los sectores de la industria de los medios.

## Usos de un ISNI
El ISNI permite que una sola identidad (tal como el seudónimo o el pie de imprenta utilizado por un  editor) sea identificada utilizando un solo número. Este número único puede entonces vincularse con cualquiera de los muchos otros identificadores que se utilizan en las industrias de los medios para identificar nombres y otras formas de identidad.
Un ejemplo del uso de un número como ese es la identificación de un intérprete musical que también es escritor tanto de música como de poemas. Si bien podría identificarse en muchas bases de datos diferentes utilizando numerosos sistemas de identificación privados o públicos, con el sistema INSI tendría un solo registro de enlace ISNI. Las muchas bases de datos diferentes podrían, pues, intercambiar datos sobre esa identidad particular sin tener que recurrir a métodos enrevesados como la comparación de cadenas de texto. Un ejemplo que se podría citar en español es la dificultad encontrada cuando se identifica a 'María García' en una base de datos. Si bien puede haber muchos registros para 'María García', no siempre estará claro qué registro se refiere a la 'María García' específica que se requiere.
Si un autor ha publicado bajo diversos nombres o seudónimos, cada uno de ellos recibirá su propio ISNI.
Las bibliotecas y archivos pueden usar el ISNI cuando comparten información de sus catálogos, para una búsqueda de información en línea y en bases de datos más precisa, y puede ayudar a la gestión de derechos más allá de las fronteras nacionales y en el entorno digital.

## ORCID
El identificador ORCID (por su nombre en inglés: Open Researcher and Contributor ID) consiste en un bloque de identificadores ISNI reservados para investigadores académicos y administrado por una organización diferente. Los investigadores pueden crear y reclamar su propio identificador ORCID Ambas organizaciones coordinan sus esfuerzos.

## Gestión del ISNI
El ISNI es gestionado por una 'Agencia Internacional', comúnmente conocida como la ISNI-IA Esta compañía sin ánimo de lucro, registrada en el Reino Unido, ha sido fundada por un consorcio de organizaciones del que forman parte la Confédération Internationale des Sociétés d´Auteurs et Compositeurs (CISAC), la Conference of European National Librarians (CENL), la International Federation of Reproduction Rights Organisations (IFRRO), la International Performers Database Association (IPDA), el Online Computer Library Center (OCLC) y ProQuest. Está regida por directores propuestos por estas organizaciones y, en el caso de la CENL, por representantes de la Bibliothèque nationale de France y la British Library.

## Asignación de un ISNI
La ISNI-IA utiliza un sistema de asignación que comprende una interfaz de usuario, un esquema de datos, desambiguación, algoritmos y bases de datos que cumplen con las exigencias de la norma ISO, mientras que también utilizan la tecnología existente donde es posible. El sistema se basa en primer lugar en el servicio VIAF (Fichero de Autoridades Virtual Internacional) que desarrolló el OCLC para utilizarlo en la agregación de catálogos de bibliotecas.
El acceso a al sistema y base de datos de asignación y a los números que se generan como resultado del proceso están controlados por organismos independientes conocidos como 'agencias de registro'. Estas agencias de registro tratan directamente con los clientes, asegurándose de que los datos se suministran en formaros apropiados y compensado a la ISNI-IA por el coste de mantenimiento de sistema de asignación. La ISNI-IA nombra las agencias de registro pero se gestionan y financian independientemente.